# Carlos Humberto Perette
Carlos Humberto Perette (Ciudad de Paraná, 12 de diciembre de 1915 - Ciudad de Buenos Aires, 18 de junio de 1992) fue un abogado y político argentino que se desempeñó como legislador provincial, diputado nacional, senador, vicepresidente de la Nación y embajador.

## Sus  orígenes
Carlos Humberto Perette nació en la ciudad de Paraná, provincia de Entre Ríos, Argentina. Hijo de una familia inmigrante de Italia, cuyo padre era sastre, egresó de Bachiller del Colegio Nacional de Paraná, donde actuó en su centro de estudiantes. Luego realizó sus estudios universitarios en la Universidad Nacional del Litoral donde se recibió de abogado.
Interesado por el fútbol desde su juventud, llegó a jugar en la primera división de Estudiantes de Paraná, en tanto que su hermano, Francisco Perette, fue presidente de la Asociación del Fútbol Argentino (AFA).

## Actividad política
De muy joven se incorporó a la Unión Cívica Radical, llegando a ser, en la segunda mitad de la década del '30, presidente de la Juventud Radical de Paraná y luego de la J.R. de Entre Ríos. 
Elegido concejal de Paraná para el período de 1939/1943, presidió el bloque radical, que gobernaba la ciudad.
En 1943 fue elegido diputado provincial por la UCR, cargo que no pudo asumir por la intervención a la provincia de Entre Ríos dispuesta por la dictadura que surgió del golpe de Estado de 1943. 
En 1946 fue elegido nuevamente diputado provincial, en la oposición al gobierno peronista de Héctor Domingo Maya y reelecto en 1950, ocupando la presidencia del bloque de diputados provinciales de la UCR entrerriana. 
En 1952 es electo diputado nacional, llegando a fines de la segunda presidencia de Juan Domingo Perón a presidir el bloque de su partido. 
Perette era dirigente del unionismo, sector interno mayoritario en la UCR entrerriana que participó de la conformación de la Unión Cívica Radical del Pueblo (UCRP), cuando el radicalismo se dividió en 1956/57. Se ha dicho que el aditamento "del Pueblo" fue sugerido, precisamente, por Perette. 
En el período 1958/1962 vuelve como diputado al Congreso de la Nación, siendo vicepresidente del bloque de la UCR del Pueblo.
En las elecciones del 18 de marzo de 1962 -anuladas el golpe de Estado de 1962- Perette pierde por estrecho margen la gobernación de su provincia frente a la Unión Cívica Radical Intransigente (UCRI).
Juan José Sebrelli ubica a Perette como uno de los conspiradores civiles que actuaron de apoyo al golpe de Estado que derrocó al presidente Arturo Frondizi. Según Sebrelli, Perette integraba el grupo de conspiradores civiles y militares que se reunían desde 1958 en el Centro Naval, liderado por el almirante Arturo Rial. Entre los radicales del pueblo que formaban parte del grupo golpista se encontraban el propio Perette, Miguel Ángel Zavala Ortiz, Santiago Nudelman y Arturo Mathov.

## La vicepresidencia de la Nación
Enrolado internamente en el unionismo, sector interno de la UCR mayoritario en Entre Ríos, en 1963 acompañó como candidato a vicepresidente de la UCR del Pueblo a Arturo Illia, dirigente que había sido elegido gobernador de Córdoba en 1962 y que se ubicaba internamente en el Movimiento de Intransigencia Nacional (MIN), con base en Córdoba. 
La fórmula de la UCRP obtuvo el primer lugar en las elecciones del 7 de julio de 1963 con un 25,15% y fue elegida por la mayoría del Colegio Electoral, asumiendo Perette el cargo de vicepresidente de la Nación el 12 de octubre de 1963 y desempeñándolo hasta el golpe de Estado del 28 de junio de 1966.
No obstante el escaso porcentaje obtenido por la UCRP, Illia y la cúpula del partido decidieron conformar un gabinete integrado exclusivamente por miembros del partido, debido a lo cual los nombramientos se orientaron a lograr un "cuidadoso equilibrio" entre los tres sectores internos nacionales del oficialismo, que eran el (MIR, MIN y el unionismo).

Aunque las tres grandes corrientes internas que configuraban al partido en el gobierno persistieron como tales, sus diferencias trascendieron en contadas ocasiones al plano de la gestión de gobierno y aun en las elecciones internas en las que se disputaron cargos partidarios y electivos.

Carlos Escudé y Andrés Cisneros señalan las fricciones entre Illia y Perette con motivo del perfil que debían mantener las relaciones de Argentina con Estados Unidos, dando a conocer documentación oficial estadounidense en la que se caracteriza a Perette como "anticomunista" y "rabiosamente nacionalista":

Luego de triunfar en las elecciones del 7 de julio de 1963, Arturo Illia se autodefinió como opuesto al peronismo, a Frondizi y a Frigerio; en favor de Estados Unidos, la constitucionalidad, el gobierno civil y el respeto por la ley, la decencia y la moralidad. Esta definición pareció ser una buena promesa para el futuro de las relaciones argentino-norteamericanas. Distinto fue el caso del vicepresidente Carlos Perette. Aunque el Departamento de Estado percibió con agrado el agresivo rol anticomunista de Perette, su perfil “rabiosamente ultranacionalista” fue una potencial fuente de fricción en las relaciones del gobierno de Illia con Estados Unidos. Perette evaluó la moderación, responsabilidad y razonabilidad de Illia -rasgos alabados por el Departamento de Estado- como la “indecisión de Mahatma Gandhi”. En contraste, Perette fue caracterizado por Washington como un oportunista orgulloso, cambiante y ambicioso, forzado a convertirse en un estadista internacional.

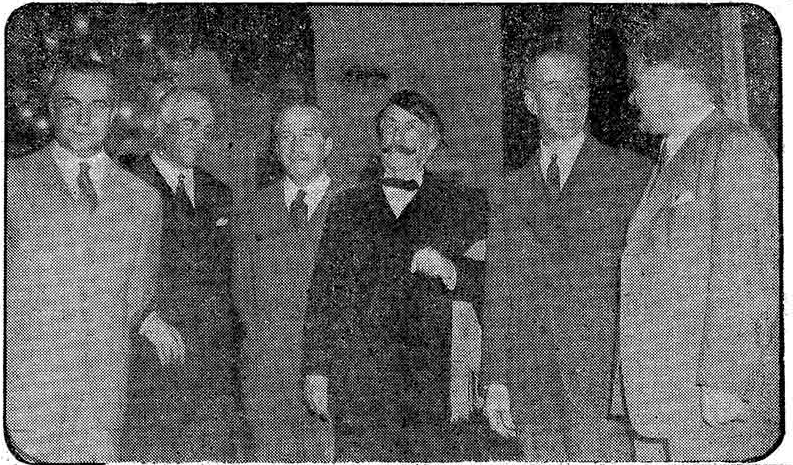
De izquierda a derecha: Carlos Humberto Perette (radical), el ministro de agricultura Alberto Francisco Mercier, Miguel Ángel Zavala Ortiz (radical), Alfredo Palacios (Socialista), el presidente de facto Eduardo Lonardi y el dirigente socialista Américo Ghioldi. 27 de septiembre de 1955.

En la edición del 19 de agosto de 1965, la revista Confirmado publicó un artículo titulado "La ambición de un vicepresidente. Carlos Humberto Perette", en el cual se señala que la intensa actividad de Perette en la Vicepresidencia implicaba confrontación con el presidente Illia. Incluso se sostuvo allí que poco antes del 12 de octubre de 1963 -fecha de asunción de Illia, comenzaron a circular rumores de que Perette se aprestaba a desplazar al presidente electo, quien renunciaría por razones de salud. De igual modo, en dicho artículo se plantea que "la posibilidad de que Illia fuera desplazado por Perette volvió a ser juzgada en función de algunos hechos: la situación económica se desmoronaba rápidamente; Illia aparecía como ineficaz, lento, Perette se mostraba como alternativa ante algunos militares retirados, con quienes compartía cierto ideal" refiriendo que "Perette espera con impaciencia una catástrofe electoral del oficialismo para 1967, con el objeto de que los hechos presionen en favor de la renuncia o destitución de Illia. En las últimas semanas como vicepresidente recibió con desaliento los resultados de un sondeo encargado por él y realizado por amigos en los ambientes militares en la eventualidad de que se resuelva el derrocamiento de Illia".

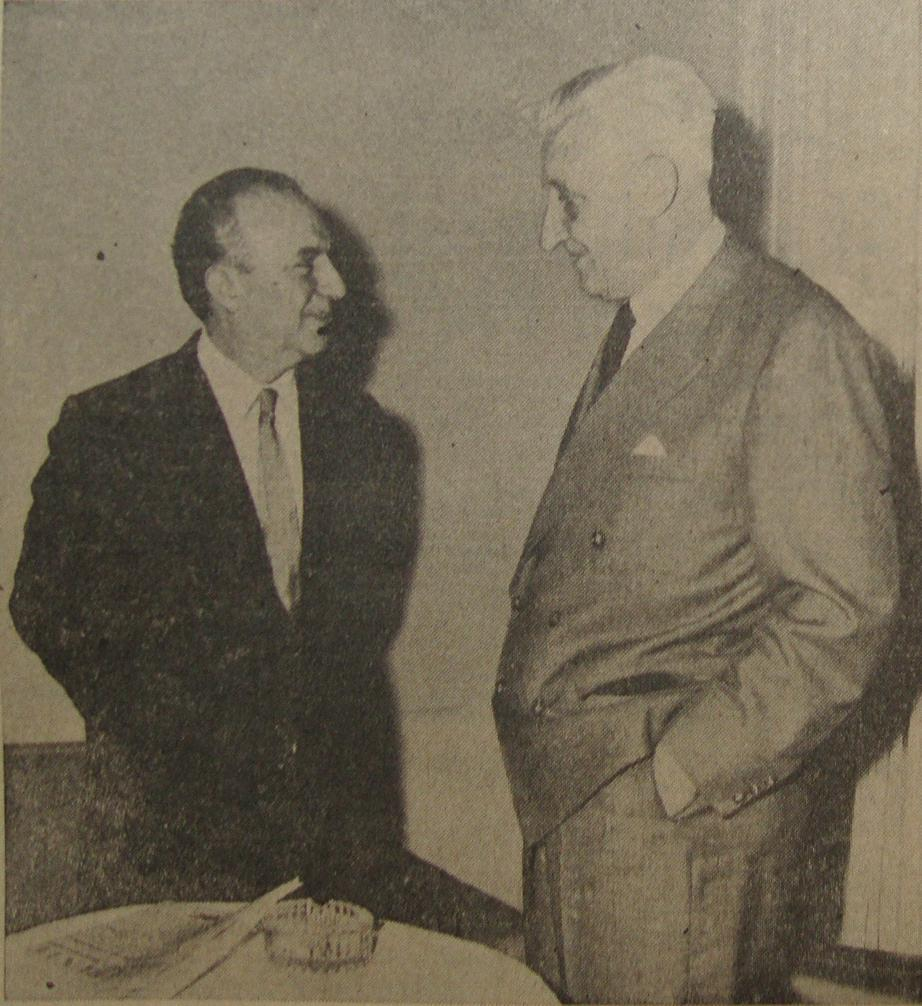
Perette junto a Arturo Illia.

La revista Confirmado, dirigida por Jacobo Timerman, y otros medios de comunicación como la revista Primera Plana de Casasbellas y Martínez, donde escribían Mariano Grondona y Hugo Gambini, habían adoptado un papel muy crítico contra el gobierno de Arturo Illia, definiéndolo como un «inútil» (fue famosa la representación del presidente con la imagen de una tortuga). Tanto Primera Plana, como Confirmado, promovían el papel político de las Fuerzas Armadas e impulsaban la figura del general Juan Carlos Onganía, quien en 1966 derrocaría a Illía para instalar lo que finalmente fue la primera dictadura de tipo permanente (1966-1970) de la historia argentina.
Sobre la actividad política del vicepresidente, desde estos medios se señaló que el mecanismo político que había montado no excluía la vida interna de los partidos políticos y, a veces, implicaba la promoción de escisiones: así, cuando el aramburista Agricol de Bianchetti entró en conflicto con su partido, Perette le ofreció pleno apoyo si provocaba la división de UDELPA, con la consiguiente creación de un nuevo nucleamiento.
En sentido contrario, Enrique S. Pereira ha sostenido que Perette mantuvo una actitud de permanente solidaridad y colaboración con Illia. 
En igual sentido Nelson Castro, quien refiere que Perette "dotó a su gestión de un perfil alto" y que "su relación con el presidente fue buena", utilizando como mecánica de trabajo reunirse una vez por semana en la Casa Rosada para analizar temas de la gestión gubernamental.
El periodista Fernando del Corro refiere un hecho en el cual sí estuvieron enfrentados Illia y Perette. Del Corro caracteriza a Perette como el "ala más de izquierda de la UCRP", debido a su apoyo al entonces reciente Instituto Movilizador de Fondos Cooperativos (IMFC), organización financiera impulsada por el Partido Comunista.[cita requerida] A mediados de 1965 Perette fue el principal impulsor de un proyecto de "Ley de Despidos", incrementando la protección de los trabajadores frente a los despidos arbitrarios. El trámite del proyecto fue objeto de fuertes presiones empresariales, que lograron que el Senado aprobara un texto que reducía las protecciones de proyecto original, pero la Cámara de Diputados logró una amplia mayoría para insistir con el texto original y aprobar finalmente la ley el 29 de abril de 1966. Sin embargo, pocos días después, el presidente Illia vetó 60 de los artículos de la ley, vaciándola de contenido. El veto causó un rompimiento del gobierno con las corrientes sindicales que mantenían buenas relaciones con el radicalismo, dando pie al golpe del 28 de junio de 1966, apenas un mes después.
Durante la jornada del 28 de junio de 1966 en que fue derrocado el gobierno, el vicepresidente no se hizo presente en la Casa Rosada y estuvo resguardado a pedido del propio presidente Illia para que, si las circunstancias eran propicias, se mantuviera el gobierno.

## Perette y el radicalismo de 1966 a 1982
A comienzos de los '70 se organiza la  Línea Nacional como sector interno del radicalismo liderado por Ricardo Balbín, sector interno en el cual se enroló Perette, manteniendo su liderazgo partidario en Entre Ríos y como dirigente de  proyección nacional. 
Triunfante en los comicios internos para cargos partidarios en Entre Ríos -1972- ese mismo año su sector interno se vuelve a imponer, llevando a César Luis Corte como candidato a gobernador, frente a los precandidatos renovadores Roberto Uncal, que para la lista de diputados nacionales llevaba en primer término a César Jaroslavsky -por un lado- y Sergio Montiel. 
Modificada la constitución nacional por la dictadura para elegir senadores -dos por la mayoría y uno por la minoría- en marzo de 1973 es elegido senador nacional por Entre Ríos en representación de la minoría, habiendo siendo acompañado en la lista por el exgobernador Carlos Raúl Contín.
Su relevancia política lo llevó a presidir el Bloque de Senadores de la UCR (1973/1976), que también integraban -entre otros- el bonaerense Juan Carlos Pugliese, el cordobés Eduardo Angeloz, el chubutense Hipólito Solari Yrigoyen  y los porteños Raúl Zarriello y Fernando de la Rúa.
En las internas provinciales del radicalismo su sector vuelve a imponerse en 1975, esta vez con los dos sectores renovadores de la UCR unificados.
Producido el golpe de Estado del 24 de marzo de 1976, Perette mantuvo su actuación en la primera línea del radicalismo. Dicho año enzabezó la solicitada pidiendo la libertad de Solari Yrigoyen.
Recuerda Rodolfo Miguel Parente que en 1977, "en el Hotel Savoy en el que había sido relegado a un pequeño altillo atiborrado de libros, compartí en varias ocasiones - encontrándome en exilio interno - su grata compañía [..] me consta que recibía permanentemente  en un salón de la planta baja del Hotel a familiares de las víctimas del terrorismo de Estado y los participaba de las gestiones que hacía a riesgo de su propia seguridad."

## Sus últimos años
Con el Proceso de Reorganización Nacional en abierta retirada tras la derrota militar argentina en la guerra de Malvinas, con la apertura política comienza a reorganizarse la vida interna de los partidos políticos, ganando fuerza en la UCR el sector que a nivel nacional lideraba Raúl Alfonsín.
La Línea Nacional, sector que había orientado el fallecido caudillo Ricardo Balbín, se postula la fórmula Fernando de la Rúa - Carlos H. Perette para la presidencia y vicepresidencia de la Nación, que finalmente desiste de participar en los comicios internos, acompañando la precandidatura de Alfonsín que surge sin oposición.
En la UCR de Entre Ríos, a comienzos de 1983 los sectores renovadores reunidos en la lista verde se imponen ampliamente en las elecciones internas partidars a la lista blanca, orientada por Perette, quien de este modo pierda la jefatura del partido en la provincia que había detentado por dos décadas.
Ello no disminuyó su prestigio entre los radicales entrerrianos, pues siguió siendo un hombre de consulta, rodeado de la aureola de prócer.
Con el triunfo de la Unión Cívica Radical en 1983, el presidente radical Raúl Alfonsín cesó al embajador argentino ante la República Oriental del Uruguay nombrado por la dictadura en 1981, Santiago Omar Riveros y designó a Carlos H. Perette para dicho destino diplomático que ocupó entre los años 1983-1989.

## Deceso
Al producirse su muerte el 18 de junio de 1992, los principales dirigentes del Radicalismo encabezados por Raúl Alfonsín despidieron a quien había sido el vicepresidente de la Nación del gobierno de la UCRP. 
En la ciudad de Paraná, un busto enclavado en el Parque Urquiza lo recuerda, así como un amplio bulevar construido sobre el entubamiento del Arroyo Antoñico de la capital entrerriana.